# Polskie Towarzystwo Miłośników Fotografii
Polskie Towarzystwo Miłośników Fotografii – stowarzyszenie fotograficzne, utworzone w 1919 roku, będące kontynuatorem działalności przedwojennego Polskiego Towarzystwa Miłośników Fotografii (1901–1914), powstałego na bazie Towarzystwa Fotograficznego Warszawskiego.

## Historia
Polskie Towarzystwo Miłośników Fotografii w Warszawie było pierwszą powojenną organizacją amatorskiej działalności fotograficznej w Polsce. Od 1925 PTMF (wespół ze Stowarzyszeniem Fotografów Zawodowych) miało do dyspozycji własne, specjalistyczne czasopismo – miesięcznik Fotograf Polski, którego redaktorem był Stanisław Schönfeld (wieloletni członek Zarządu PTMF). Członkowie stowarzyszenia otrzymywali bezpłatne egzemplarze Fotografa Polskiego. PTMF dysponowało własnym lokalem i własną przestrzenią wystawienniczą – przy ulicy Czackiego, w którym członkowie stowarzyszenia mogli bezpłatnie korzystać z urządzeń będących na wyposażeniu PTMF oraz z altany, ciemni, powiększalni, biblioteki i czytelni. W 1924 stowarzyszenie miało 328 członków, w 1927 – 218 członków, w 1930 – 228 członków.
W kwietniu 1931 (po zmianach statutowych) Polskie Towarzystwo Miłośników Fotografii w Warszawie zostało przekształcone w Polskie Towarzystwo Fotograficzne. W 1927 utworzono również ogólnokrajowy Związek Polskich Towarzystw Fotograficznych, funkcjonujący przy PTF (Zarząd PTF w Warszawie był jednocześnie Zarządem ZPTF).

## Działalność
Od 1924 Polskie Towarzystwo Miłośników Fotografii w Warszawie wysyłało prace swoich członków do udziału w Międzynarodowych Salonach Fotograficznych. Od marca 1924 do stycznia 1925 – 75 fotografii członków PTMF – eksponowano m.in. w Amsterdamie, Brukseli, Kobe, Düsseldorfie, Londynie, New Westminster, Paryżu. W 1925 eksponowano 113 fotografii członków PTMF m.in. w Londynie, Madrycie, Paryżu, Turynie. W 1926 prezentowano fotografie m.in. w Antwerpii, Paryżu, Saragossie, Sztokholmie.
W 1927 Polskie Towarzystwo Miłośników Fotografii było organizatorem I Międzynarodowego Salonu Fotografii Artystycznej, w którym wzięło udział 213 autorów, prezentujących 501 fotografii. W 1928 zapoczątkowano cykl wystaw autorskich, prezentowanych we własnej przestrzeni wystawienniczej PTMF (siedziba przy ulicy Czackiego), w których prezentowano twórczość warszawskich fotografów oraz twórczość innych fotografów z Polski i z zagranicy (Austria, Czechosłowacja, Japonia, Niemcy). Polskie Towarzystwo Miłośników Fotografii było aktywnym organizatorem konkursów fotograficznych o zasięgu ogólnopolskim oraz międzynarodowym.